# Frédéric de Marselaer
Frederick van Marselaer, en français Frédéric de Marselaer (parfois Marselaere) et en latin Fredericus de Marselaer, né à Anvers le 12 juillet 1586 (baptisé à Saint-Georges le 15 juillet 1586 à 5 heures) et mort le 7 novembre 1670 vraisemblablement à Bruxelles où, tombé dans une situation de fortune précaire, il résidait depuis trois ans chez les sœurs de l'hôpital Saint-Jean, est un magistrat et auteur de langue latine qui a été bourgmestre de Bruxelles à l'époque des Pays-Bas méridionaux.

## Biographie
Frédéric de Marselaer poursuit ses humanités à Anvers, sa ville natale, puis est licencié en droit à l'Université de Louvain en 1611.
Il est créé chevalier le 5 juin 1617 et devient seigneur de Perk en 1626 du fait de son mariage avec Margareta de Baronaige.
Il voyage en Italie et à son retour s'installe à Bruxelles où après avoir été admis dans les Lignages de Bruxelles, au sein du Lignage Roodenbeke, il devint, entre 1614 et 1659, soit durant une période s'étendant sur 45 ans, échevin à six reprises, quatre fois trésorier et treize fois bourgmestre de Bruxelles (en 1624, 1626, 1631, 1639, 1643, 1652). Il occupe le poste de surintendant du canal de Willebroeck) à partir du 3 octobre 1635.

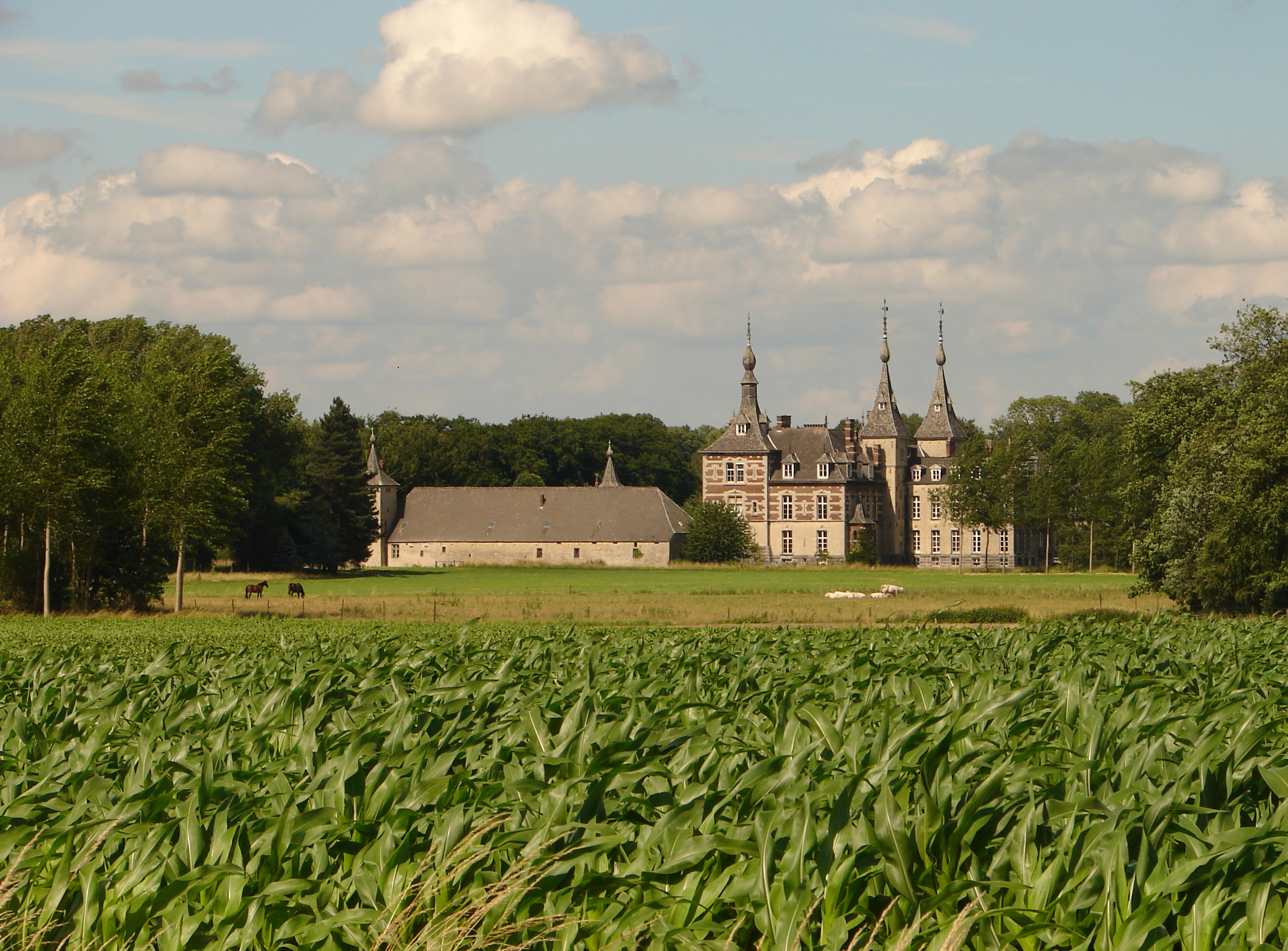
Château de Ribaucourt, à Perk.

Frédéric de Marselaer, seigneur d'Opdorp, de Perck et d'Elewyt, est enterré en l'église de Perck (Steenockerzeel), localité où il résidait au château de Perk (nl) appelé actuellement de Ribaucourt du nom de la famille qui l'acquit en 1833.

### Liens familiaux
Adrien de Marselaer, grand-père de Frédéric de Marselaer, a été chambellan du pape d'origine hollandaise Adrien VI, né Adriaan Floriszoon.
Son père, également prénommé Adrien, combat les Maures en Espagne, puis s'établit à Anvers dont il devient échevin en 1587. Il prend comme devise Mars e lare (Mars hors de la maison), devise adoptée par son fils et reprise sur de nombreux jetons, notamment sur celui conservé à l'université de Gand.

## Ses écrits

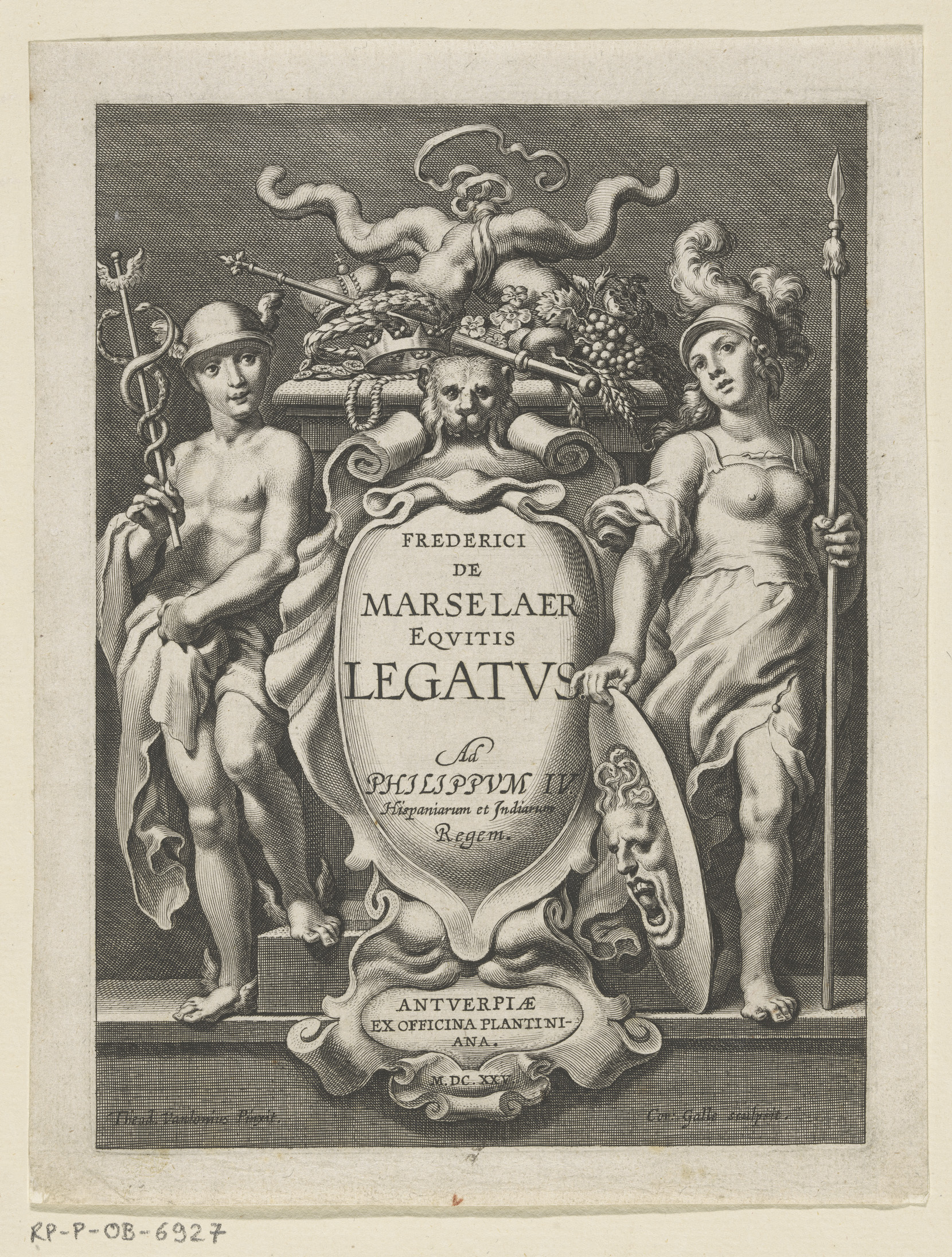
Frédéric de Marselaer, Equitis Legatus, Anvers: ex officina Plantiniana, 1626.

- Κηρυκειον sive legationum insigne, Anvers, 1618, in-8°; Anvers, 1626, in-4° ; Amsterdam, 1644, in-12° ; Weimar, 1663, in-octavo (Manuel du parfait ambassadeur).
- Legatio mentis ad Deum, Bruxelles, 1664 et 1666 (Manuel de piété, ambassade cette fois-ci vers Dieu et l'éternité, écrit à la fin de sa vie).

## Portrait
Un portrait de Frédéric de Marselaer est conservé aux Musées royaux des beaux-arts de Belgique.

## Sources
- « Les jetons de l'administration du canal de bruxelles aux XVIe et XVIIe siècles », in: Revue belge de numismatique et de sigillographie, Société royale de numismatique, 1911.